# Эдельман, Хуан Федерико
Хуа́н Федери́ко Эдельма́н (исп. Juan Federico Edelmann; 17 февраля 1795, Страсбург — 20 декабря 1848, Гавана) — кубинский пианист и музыкальный педагог французского происхождения. Сын клавесиниста Жана Фредерика Эдельмана, родившийся уже после того, как отец был гильотинирован.
Окончил Парижскую консерваторию. С 1816 г. жил и работал в Гаване, считается «отцом кубинского пианизма». Основал филармоническое общество Святой Цецилии, руководил его концертами. Был первым педагогом ведущих кубинских пианистов — Пабло Девернина, Фернандо Аристи, Мануэля Саумелля. Выступал также как музыкальный критик и публикатор записей кубинских народных танцевальных мелодий.